# Прокьюремент
Снабжение (от англ. procurement) — совокупность практических методов и приемов, а также инструментов, применяемых в процессе организации закупок, предоставления объектов в аренду, распределения заказов в ходе осуществления конкурсных торгов, концессию с целью рационализации процедур, облегчения их для участников, соблюдения справедливости, предотвращения коррупции; форма управленческой технологии. В основе прокьюремента лежит соблюдение принципов открытости (гласности), равноправия претендентов, эффективности заключаемых сделок, ответственности сторон — участников контракта. Прокьюремент означает также деятельность, обеспечивающую поиск и соединение компаньонов будущей сделки, заключение договоров, соглашений.